# Papió de Guinea
El papió de Guina (Papio papio) és una espècie de papió, un primat catarrí de la família dels micos del Vell Món de l'Àfrica occidental. Viu a Guinea, el Senegal, Gàmbia, el sud de Mauritània i l'oest de Mali. El seu cos és poc apte per enfilar-se als arbres i altres llocs.